# Head Hunters
Pour les articles homonymes, voir Headhunters.
Albums de Herbie Hancock
Sextant
(1972) Thrust
(1974)
Head Hunters est le 13e album studio de Herbie Hancock sorti en 1973 et produit par Dave Rubinson et Herbie Hancock et distribué par Columbia Records. Cet album intervient à un moment important de la carrière du pianiste qui, après ses enregistrements à Blue Note, son passage avec Miles Davis et des albums plus expérimentaux, s'engage dans un jazz fusion plus « léger » : le jazz-funk avec une nouvelle formation : The Headhunters.
Cet album est un réel succès et s'est vendu à plus d'un million d'exemplaires.

## Structure et distribution
Les Head Hunters suivirent une série d'albums expérimentaux du sextet de Hancock : Mwandishi, Crossings et Sextant, publiés entre 1971 et 1973, époque à laquelle Hancock cherchait une nouvelle direction pour sa musique :

« J'ai commencé à sentir que je passais tellement de temps à explorer l'atmosphère supérieure de la musique et le genre plus éthéré de trucs spatiaux lointains. Il y avait maintenant ce besoin de prendre un peu plus de la terre et de se sentir un peu plus attaché ; une connexion à la terre... Je commençais à sentir que nous [le sextet] jouions ce genre de musique lourde, et j'étais fatigué que tout soit lourd. Je voulais jouer quelque chose de plus léger[réf. nécessaire]. »

Pour cet nouvel album, Hancock a réuni un nouveau groupe, les « Head Hunters », dont seul Bennie Maupin était un ancien membre du sextet. Hancock jouait lui-même toutes les parties du synthétiseur (ayant déjà partagé ces tâches avec Patrick Gleeson) et s'était prononcé contre l'utilisation de la guitare, préférant le clavinet, l'un des sons déterminants de l'album[réf. nécessaire]. Le nouveau groupe comportait une section rythmique serrée et orientée blues[réf. nécessaire] composée de Paul Jackson (basse) et Harvey Mason (batterie), et l’album avait un groove décontracté et funky qui donnait à cet album un attrait pour un public beaucoup plus large[réf. nécessaire]. Peut-être le moment décisif du mouvement jazz-fusion (ou peut-être même le fer de lance du style jazz-funk du genre fusion)[réf. nécessaire], l’album a amené les auditeurs de jazz hors de portée des amateurs de rythme et de blues, et vice-versa[réf. nécessaire]. L'album mélange des rythmes funk, comme les doubles-croches à la charleston du morceau d'ouverture Chameleon[C'est-à-dire ?], avec la forme jazz AABA et le solo prolongé[réf. nécessaire].
Watermelon Man est le seul titre non écrit pour cet album, puisqu'il figure sur l'album Takin' Off sorti en 1962. Le morceau comporte une intro immédiatement reconnaissable[réf. nécessaire] dans laquelle Bill Summers souffle dans des bouteilles de bière, imitant l'hindewho, un instrument des Pygmées Mbuti du nord-est du Zaïre. Sly est dédié au musicien pionnier du funk, Sly Stone, leader de Sly and the Family Stone[réf. nécessaire]. Chameleon, la pièce d'ouverture, est un autre morceau avec une intro immédiatement reconnaissable[réf. nécessaire], la ligne d'introduction jouée sur un synthé ARP Odyssey[réf. nécessaire]. Vein Melter est un graveur lent[Quoi ?], mettant principalement en vedette Hancock et Maupin. Hancock joue principalement du piano électrique Fender Rhodes, mais apporte occasionnellement des parties de synthétiseur aux effets lourds[réf. nécessaire].
Des versions plutôt raccourcies de Chameleon et Vein Melter ont été publiées en 45 tours[réf. nécessaire].
Après sa sortie initiale, l’album a également été mixé en quadraphonic (son à 4 canaux) et publié par Columbia en 1974 dans les formats vinyle et cassette 8 pistes[réf. nécessaire]. Le mix quad offre des éléments audio non entendus dans la version stéréo, y compris un effet de clavier de 2 secondes au début de Sly qui a été supprimée[réf. nécessaire]. Il est sorti numériquement sur l'édition SACD de l'album (Columbia/Legacy CS 65123)[réf. nécessaire].
Jusqu'à Breezin (1976) de George Benson, il s'agissait de l'album de jazz le plus vendu de tous les temps et inspirait non seulement les musiciens de jazz, mais aussi les artistes de funk, de soul, de jazz funk et de hip-hop[réf. nécessaire].
Le groupe Headhunters (le batteur Mike Clark remplaçant éventuellement Harvey Mason) a collaboré avec Hancock sur plusieurs autres albums, notamment Thrust (1974), Man-Child (1975), Flood (enregistré en concert au Japon en 1975). Les albums suivants, Secrets (1976) et Sunlight (en) (1977), avaient un personnel très différent. Les Headhunters, dont Hancock était le soliste invité, ont produit une série d'albums funk, Survival of the Fittest (1975) et Straight from the Gate (1978), dont le premier a été produit par Hancock et comprenait le grand succès God Make Me Funky[réf. nécessaire]. Ces deux albums précités ne présentent pas Herbie Hancock comme claviériste, qui ne joue sur aucun des deux disques.
L'image sur la couverture de l'album, conçue par Victor Moscoso[réf. nécessaire], est basée sur le masque africain de kple kple de la tribu des Baoulés de Côte d'Ivoire[réf. nécessaire]. L'image est également basée sur les démagnétiseurs de têtes de bande utilisés sur les équipements d'enregistrement de bandes audio à bobines au moment de cet enregistrement[réf. nécessaire].

## Distinctions
L'album a été inscrit en 2007 au registre national des enregistrements (National Recording Registry) de la bibliothèque du Congrès à Washington. En 2009, il a reçu le Grammy Hall of Fame Award.

## Titres
| No | Titre          | Musique                                                   | Durée |
| -- | -------------- | --------------------------------------------------------- | ----- |
| 1. | Chameleon      | Paul Jackson, Harvey Mason, Bennie Maupin, Herbie Hancock | 15:41 |
| 2. | Watermelon Man | Herbie Hancock, arrangements par Harvey Mason             | 6:29  |
| 3. | Sly            | Herbie Hancock                                            | 10:15 |
| 4. | Vein Melter    | Herbie Hancock                                            | 9:09  |

## Personnel
Selon le livret inclut avec l'album :
- Herbie Hancock : Piano électrique Fender Rhodes, Clavinet Hohner D6, Synthétiseurs ARP Odyssey & ARP Pro Soloist
- Bennie Maupin : Saxophone soprano et ténor, Saxello, Clarinette basse, Flûte alto
- Paul Jackson : Basse, Marimbula
- Harvey Mason : Batterie
- Bill Summers : Percussions, Bouteilles de bière sur Watermelon man, agogô, balafon, cabasa, congas, gankogui, hindewhu, log drum, shakers, surdo, tambourin